# Фогги-Боттом — Джи-Дабл-ю-Ю
Фогги-Боттом — Джи-Дабл-ю-Ю или Фогги-Боттом — Джордж Вашингтон Юниверсити (англ. Foggy Bottom – GWU) — подземная пересадочная станция Вашингтонгского метро на Синей, Оранжевой и Серебряной линиях. Название станции происходит от района Фогги-Ботом и Университета Джорджа Вашингтона (название которого у станции применяется в виде аббревиатуры Джи-Дабл-ю-Ю — англ. GWU). Она представлена одной островной платформой. Станция обслуживается Washington Metropolitan Area Transit Authority. Расположена на 23-й улице и Первой улице в Фогги-Боттом, районе Вашингтона, также поблизости расположен кампус Университета Джорджа Вашингтона, которые станция и обслуживает. Также это ближайшая станция к историческому району Джорджтаун. Пассажиропоток — 7.597 млн. (на 2010 год).
Станция была открыта 1 июля 1977 года.
Открытие станции было совмещено с завершением строительства ж/д линии длиной 19,0 км, соединяющей Национальный аэропорт и РФК Стэдиум и открытием станций Арлингтонское кладбище, Вашингтонский национальный аэропорт имени Рональда Рейгана, Истерн-Маркет, Кристал-сити, Кэпитал-Саут, Л'Энфант плаза, Мак-Фёрсон-сквер, Пентагон, Пентагон-сити, Потомак-авеню, Росслин, Смитсониан, Стэдиум-Армэри, Фаррагут-Уэст, Федерал-Сентер Саут-Уэст и Федерал-Триэнгл. Оранжевая линия обслуживает станцию со времени открытия 20 ноября 1978 года. Открытие Серебряной линии запланировано на 2013 год.